# Автобусний транспорт у Софії
Автобусний транспорт у Софії запрацював 20 квітня 1935 року. Ним керує муніципалітет Софії. Частина автобусних ліній передана у концесію приватним компаніям.
Станом на 2010 рік середня швидкість автобусів становить 19,4 км/год. Для порівняння, метро в Софії рухається зі швидкістю 38,84, а трамваї — 12,7 км/год.

## Лінії
| №   | Маршрут                                                      | Гараж              |
| --- | ------------------------------------------------------------ | ------------------ |
| 1   | Автостанція Гео Мілєва — с. Кокаляне                         | Малашевці          |
| 3   | Автостанція Гео Мілєва — село Дольні Пасарель                | Малашевці          |
| 4   | жк. Младость 1 — Кокалянський готель                         | Дружба             |
| 5   | Автостанція Гео Мілєва — с. Дольні Лозен                     | Малашевці          |
| 6   | Автостанція Гео Миілєва — с. Герман                          | Депо Іскар         |
| 7   | Станція Іскар — залізничний вокзал Верила                    | Дружба             |
| 8   | с. Кривина — с. Герман                                       | Дружба             |
| 9   | вул. Ген. Гурко — Автобаза Іскар                             | Дружба             |
| 10  | Квартал Бусманці — квартал Димитра Міленкова                 | Дружба             |
| 11  | ж.к. Овча Купель 2 — автовокзал Гео Мілєва                   | Земляни            |
| 12  | Східний автовокзал — село Дольні Богров                      | МТК                |
| 14  | Східний автовокзал — вокзал Іскар                            | Дружба             |
| 18  | Автостанція Орландовці — село Чепінці                        | МТК                |
| 20  | Площа Левового мосту — село Локорсько                        | МТК                |
| 21  | Центральна привокзальна площа — село Войнеговці              | МТК                |
| 22  | Центральна привокзальна площа — село Підгумер                | МТК                |
| 23  | Автовокзал Орландовці — вокзал Курило                        | Малашевці          |
| 24  | Автостанція Орландовці — село Локорсько                      | МТК                |
| 26  | ж.к. Обеля 1 — квартал Гніляне                               | Малашевці          |
| 27  | «Княгиня Марія Луїза» — с. Ктина                             | МТК                |
| 28  | Село Мрамор — село Локорсько                                 | Малашевці          |
| 29  | Автостанція Іліянці — село Бальша                            | МТК                |
| 30  | Село Бальша — квартал Обеля                                  | МТК                |
| 31  | С.Голяновці — квартал Обеля                                  | Малашевці          |
| 42  | ж.к. Люлін 8 — автовокзал Банкя                              | Земляни            |
| 44  | Автовокзал Банкя — місто Банкя                               | Земляни            |
| 47  | «Сливница» — кв. Градоман                                    | Земляни            |
| 49  | «Сливница» — кв. Клисура                                     | Земляни            |
| 54  | «Сливница» — дорожній вузол Калотина                         | Земляни            |
| 56  | «Вардар» — с. Мало Бучино                                    | Земляни            |
| 58  | Автостанція Княжево — с. Владая (Селимица)                   | Земляни            |
| 59  | Автовокзал Княжево — с. Марчаево                             | Земляни            |
| 60  | ж.к. Овча Купель 2 — Центральна привокзальна площа           | Депо Надежда       |
| 63  | Бул. Цар Борис III — Золоті мости                            | Земляни            |
| 64  | Зоопарк — Центр гігієни                                      | Земляни            |
| 66  | Зоопарк — Готель Морені                                      | Земляни            |
| 67  | Семінарія — кв. Сімеоново                                    | Земляни            |
| 68  | Зоопарк— кв. Сімеоново                                       | Малашевці          |
| 69  | НСБАЛ з онкології — Царева махала                            | Дружба             |
| 70  | НСБАЛ з онкології — с. Плана                                 | Дружба             |
| 72  | ж.к. Західний парк — Готель Плиска                           | Малашевці          |
| 73  | ж.к. Овча Купель 2 — ж.к. Молодість 1                        | Депо Іскар/Надежда |
| 74  | Центральна привокзальна площа — ж.к. Гоце Дельчев            | Депо Надежда       |
| 75  | Площа Орлов Мост — автовокзал Гео Мілева                     | Дружба             |
| 76  | ж.к. Молодість 4 — ж.к. Гоце Делчев                          | Дружба             |
| 77  | ж.к. Західний парк — Центральна привокзальна площа           | Земляни            |
| 78  | Центральна привокзальна площа — район Враждебна              | Малашевці          |
| 79  | кв. Христо Ботев — ДИП СТИНД 2                               | Малашевці          |
| 81  | Станція Обеля — район Іваняне                                | МТК                |
| 82  | Центральна привокзальна площа — ж.к. Люлін 5                 | Малашевці          |
| 83  | Зоопарк — Хюндай Болгарія                                    | Земляни            |
| 84  | ул. Ген. Гурко — Аеропорт Софії, термінали 2 і 1             | Депо Іскар         |
| 85  | ж.к. Хаджи Димитр — ж.к. Врабниця 2                          | Малашевці          |
| 86  | АП Малашевци — ж.к. Свобода                                  | Малашевці          |
| 88  | ж.к. Дружба 2 — Зоопарк                                      | Дружба             |
| 90  | АП Малашевци — Місто Бухово                                  | МТК                |
| 94  | Софійський університет — Студентське містечко                | Малашевці          |
| 98  | Зоопарк — с. Железница                                       | Земляни            |
| 100 | Дорожньо-будівельна техніка — кв. Бенковський                | Малашевці          |
| 101 | Центральна привокзальна площа — Житловий фонд                | Малашевці          |
| 102 | Студентське містечко — ж.к. Овча купель 2                    | Земляни            |
| 103 | Автостанція Овча купель — в.з. Люлин                         | Земляни            |
| 107 | Боянська церква — кв. Карпужиця                              | Земляни            |
| 108 | ж.к. Люлін 5 — Хюндай Болгарія                               | Земляни            |
| 109 | ж.к. Лозенець — «Академік Александр Теодоров-Балан»          | Земляни            |
| 110 | ж.к. Бакстон — ж.к. Молодість 1                              | Земляни            |
| 111 | ж.к. Люлін 1,2 2 — ж.к. Молодість 1                          | Земляни            |
| 117 | Східний автовокзал — місто Бухово                            | МТК                |
| 118 | Східний автовокзал — с. Желява                               | МТК                |
| 119 | Східний автовокзал — кв. Ботунець                            | МТК                |
| 120 | Зоопарк — ж.к. Левські-Г                                     | Малашевці          |
| 123 | Автостанція Гео Мілєва — Ліфт Симеоново                      | Депо Іскар         |
| 150 | с. Волуяк — ж.к. Обеля 1                                     | Малашевці          |
| 204 | ж.к. Дружба 2 — ж.к. Гоце Делчев                             | Дружба             |
| 213 | Центральний вокзал — ж.к. Молодь 4                           | Дружба             |
| 260 | Горна Баня — Празький бул.                                   | Земляни            |
| 280 | Софійський університет — Студентське містечко                | Малашевці          |
| 285 | ж.к. Хаджи Димитр — ж.к. Врабниця 2                          | Малашевці          |
| 294 | Студентське містечко — «Г. М. Димитров»                      | Малашевці          |
| 304 | ж.к. Дружба 2 — НИМ                                          | Земляни            |
| 305 | Центральний вокзал — Кулінарний завод Пейфіл                 | Дружба             |
| 309 | Бул. Ільянці (метро) — ж.к. Люлин 1, 2                       | Малашевці          |
| 310 | пл. Тваринницька станція — ж.к. Люлин 5                      | Малашевці          |
| 314 | ж.к. Молодість 1 — с. Бистриця                               | Дружба             |
| 384 | Аеропорт Софії, термінал 2 – ж.к. Дружба 2                   | Дружба             |
| 404 | Центральний вокзал — А. П. Дружба                            | Дружба             |
| 413 | Центральний залізничний вокзал — Технополіс ж.к. Молодість 4 | Дружба             |
| 604 | УМБАЛСМ Пирогов — Станція Іскар                              | Дружба             |
| 801 | Гоце Делчев – Червоне село                                   | Депо Надежда       |
| 802 | МС Горна Баня - МС Горна Баня                                | Земляни            |
| 803 | МС Горна Баня - дачний масив Люлін                           | Земляни            |
| 804 | МС Горна Баня - квартал Карпузіца                            | Земляни            |
| 805 | Студентське місто – МС Вітоша                                | Земляни            |
| N1  | Люлин 1,2 – жк. Молодість 4                                  | Малашевці          |
| N2  | кв. Обеля – Студентське містечко                             | Малашевці          |
| N3  | житло Овча купел 2 – г.к. Левскі Г                           | Земляни            |
| N4  | житловий район Гоце Делчев – г.к. Дружба 2                   | Дружба             |

- Лінії з індексом «Х» є експрес-автобусами.

### Нічне автобусне сполучення
Центр міської мобільності Софії на експериментальній основі запустив нічне автобусне сполучення в Софії з 7 квітня 2018 до 31 грудня 2018. Квитки на нічний автобус можна було отримати виключно в кондукторів в автобусі, а не у водія, автоматів чи інших пункти продажу квитків на громадський транспорт. Квитки на нічний автобус коштують 2 лева в порівнянні з денною ціною 1,60 лева. Місцем пересадки було обрано площу Князя Олександра, де зустрічалися всі нічні маршрути і пасажири могли пересісти.
Було включено чотири маршрути, які працювали з 00:20 до 04:20 з інтервалом 40 хвилин:
- N1: ж.к. Люлин 1 — ж.к. Молодість 4, експлуатується гараж Малашевці
- N2: Квартал Обеля — Студентське містечко, експлуатується гараж Малашевці
- N3: ж.к. Овча купель 2 — автостанція «Схід», експлуатується гараж Земляни
- N4: ж.к. Гоце Делчев — ж.к. Дружба 2, експлуатується гараж Дружба

Нічне автобусне сполучення було закрито через COVID-19 і відтоді не відкривалося. Станом на лютий 2023 року послуга не працює, а останній автобус на більшості маршрутів приходить з 23:30 до 4:00.

## Гаражі
Софійський автотранспорт має три гаражі: Земляне, Малашевці та Дружба. До 30 квітня 2003 року також працював гараж «Республіка», який був закритий у зв'язку зі скороченням транспортного завдання, закриттям окремих ліній та передачею інших приватним операторам.

## Рухомий склад
Рухомий склад автобусів у місті Софія становить:

### Столичний автотранспорт
| Кількість | Бренд         | Модель                   | Фото |
| --------- | ------------- | ------------------------ | ---- |
| 60        | BMC           | Procity CNG              |      |
| 110       | Yutong        | ZK6126HGA                |      |
| 22        | Yutong        | ZK6126HGA CNG            |      |
| 20        | Yutong        | E12LF                    |      |
| 126       | MAN           | Lion´s City G CNG (2014) |      |
| 60        | MAN           | Lion´s City G CNG (2019) |      |
| 10        | Mercedes-Benz | Intouro E                |      |
| 5         | Mercedes-Benz | Intouro ME               |      |
| 35        | Mercedes-Benz | Conecto LF               |      |
| 46        | BMC           | Belde 220-SLF            |      |
| 29        | Mercedes-Benz | O345 Conecto             |      |
| 49        | Mercedes-Benz | O345 Conecto G           |      |
| 1         | Mercedes-Benz | O345S                    |      |
| 2         | Mercedes-Benz | O345G                    |      |

### Столичний електротранспорт
| Кількість | Бренд | Модель                   | Фото |
| --------- | ----- | ------------------------ | ---- |
| 15        | Higer | KLQ6125GEV3 Chariot Ebus |      |

### Група МТК
| Кількість | Бренд | Модель      | Фото |
| --------- | ----- | ----------- | ---- |
| 66        | BMC   | Procity CNG |      |